# Saltov-Majatskojecultuur

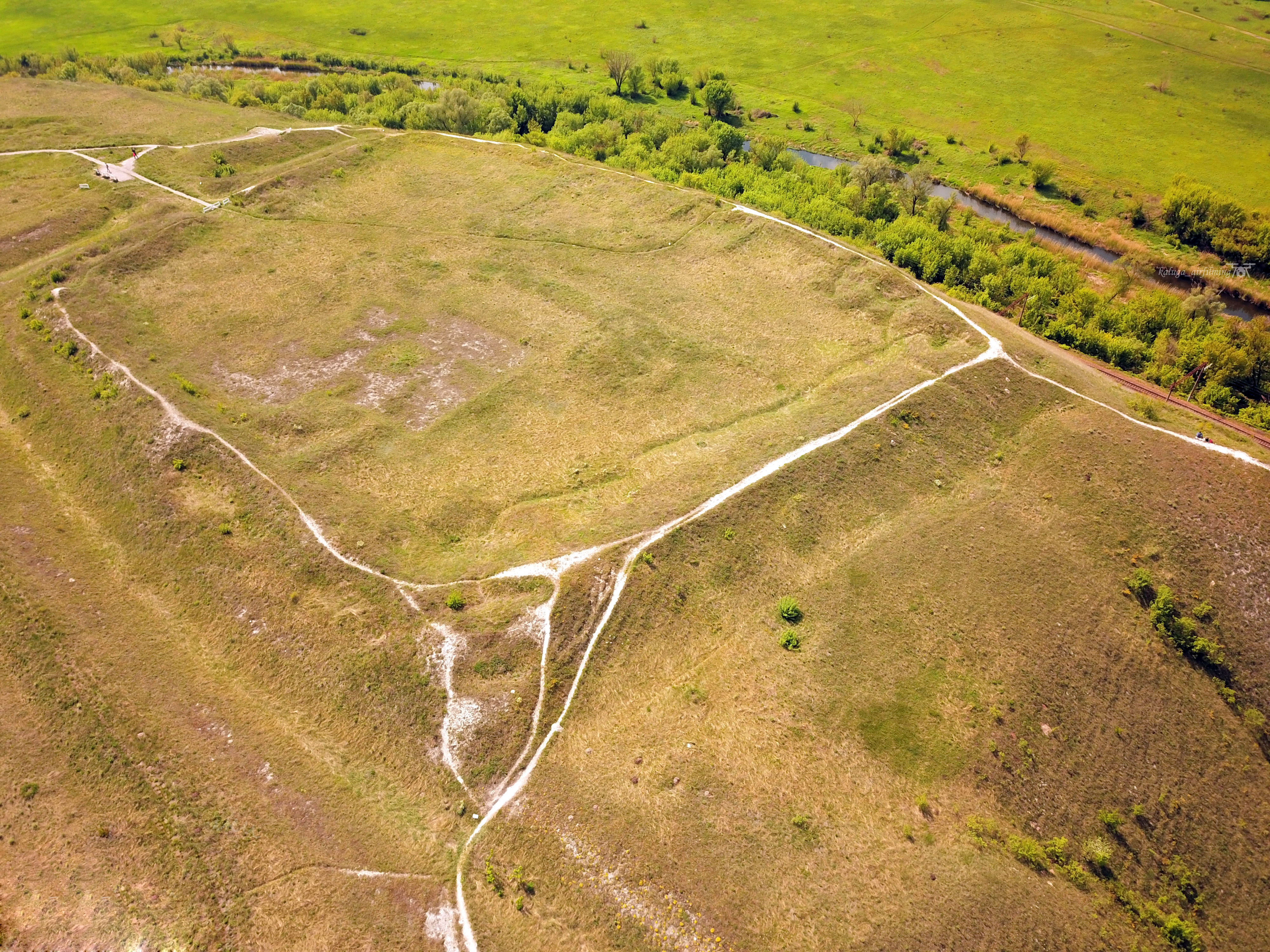
Majatskoje gorodisjtsje

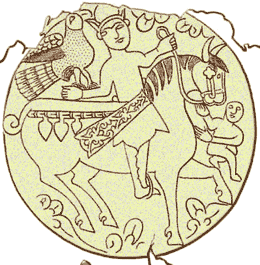
gegraveerde zilveren schaal uit Dmitrievka

De Saltov-Majatskojecultuur is een archeologische cultuur uit de ijzertijd in het zuiden van Rusland en het zuidoosten van Oekraïne. Ze dateert uit het midden van de 8e en het begin van de 10e eeuw, de periode van het rijk der Chazaren in deze regio.
De naam is vernoemd naar twee grote sites: de Saltov-nederzetting nabij het dorp Verchny Saltov op de rechteroever van de Severski Donets (oblast Charkov, opgravingen begonnen in 1900) en de Majatskoje gorodisjtsje nabij de samenvloeiing van de Tichaja Sosna met de Don (Oblast Voronezj, 1906). Ze was voor het eerst beschreven in 1926 door Sergej Zamjatnin; tegelijkertijd publiceerde Vasili Babenko een werk gewijd aan de Saltovcultuur.
In enge zin is het de cultuur van de bevolking van het bossteppe-gedeelte van de Don-regio, die zich ontwikkelde als gevolg van de vestiging van Alanen in deze regio. In brede zin wordt de Saltov-Majatskojecultuur gewoonlijk gedefinieerd als "de staatscultuur van het kanaat der Chazaren" en omvat in haar gebied de steppe-Don-regio, de Azov-regio, Taman, de oostelijke Krim, de Beneden-Wolga-regio en Kaspisch Dagestan. De cultuur wordt verdeeld in twee lokale varianten: de bossteppe-Alanen, die in antropologische zin worden vertegenwoordigd door een dolichocefale populatie, en de steppebevolking, die gewoonlijk "Bulgaren" wordt genoemd, met een brachycefale populatie. Deze laatste kan op haar beurt worden onderverdeeld in verschillende territoriale varianten. Dit standpunt werd voor het eerst uitgedrukt (n de vorm van een hypothese door Michail Artamonov in de jaren vijftig, die de Saltov-sites combineerde met de typologisch en historisch nabije regio van de Beneden-Don. Het concept kreeg haar definitieve vorm in de werken van Svetlana Pletnjova. Momenteel wordt de directe identiteit van de Saltov-Majatskojecultuur met Chazarië nog steeds veel gebruikt in de wetenschappelijke literatuur, hoewel deze door sommige onderzoekers wordt bekritiseerd.

## Geschiedenis van het onderzoek
De studie van de Boven-Saltov-lokatie begon in 1900 door Babenko, de plaatselijke leraar, die een oud graf ontdekte in een catacombe op de oeverhelling. Uit opgravingen in de naoorlogse periode is gebleken dat hier overblijfselen lagen van een vroegmiddeleeuwse stad op de rechteroever van de Severski Donets.
De oppervlakte van de stad bedroeg ongeveer 120 hectare. De vestingwerken zijn gedeeltelijk bewaard gebleven. De overblijfselen van verdedigingsmuren, die getuigen van de vroegere macht van de oude stad, zijn ondergronds verborgen. In het midden van het fort lag een diepe greppel die het fort in twee delen verdeelde. De omtrek was omheind met een stenen muur. De muren waren aan beide zijden versterkt met een stenen schaal van zandstenen platen. Er waren verschillende onversterkte dorpen rond de nederzetting. Er werd een groot aantal kelders en nutsputten ontdekt nabij de noordelijke gracht van het fort, maar er werd geen enkele woning gevonden. In de dorpen werden fragmenten aardewerk, enorme vishaken, spilkransen van weefgetouwen en verschillende gereedschappen gevonden.

## Etnische samenstelling
De bevolking van de Saltov-Majatskojecultuur wordt vergeleken met de bevolking van het kanaat der Chazaren: Alanen, Bulgaren en Chazaren. Aardewerk uit de bos-steppevariant van de Saltov-Majatskojecultuur toont de aanwezigheid van vijf etnische groepen, waarvan er twee worden vertegenwoordigd door Alaanse stammen, drie door Bulgaren.

## Begrafenisritueel
De multi-etnische bevolking van Chazarië had verschillen in begrafenisrituelen. Het catacombe-ritueel was meer kenmerkend voor de Alanen; de schedels in deze graven behoren toe aan langschedelige Europiden. De kuilbegrafenissen bevatten kortschedelige Europiden met een lichte vermenging van Oost-Aziatische kenmerken. Deze laatsten worden beschouwd als Proto-Bulgaren of mogelijk Chazaren. Soortgelijke schedels werden gevonden tijdens archeologische opgravingen in de gebieden van Wolga-Bulgarije en Donau-Bulgarije, evenals in de steppen van de Krim. In alle gebieden van de Saltov-Majatskojecultuur worden ook mesocrane schedels gevonden, wat duidt op de wederzijdse assimilatie van de culturen. De kwestie van de etniciteit van de crematiegraven, evenals de identificatie van de eigenlijke Chazaarse begrafenisse, blijft discutabel.
Valentina Fljorova geloofde dat sommige elementen van de begrafenisrituelen van de Saltov-Majatskojecultuur in de 7e tot 8e eeuw naar de Don werden gebracht door migranten uit het Karpaten-Donaubekken.
De meeste Abbasiden- en Omajjaden-dirhams uit de Saltov-complexen werden in de 8e eeuw geslagen. In gesloten begrafeniscomplexen zijn ze meestal afkomstig van graven uit de latere Saltov-horizons II–IV. Vondsten van dirhams uit de 9e eeuw zijn zeldzaam en worden alleen vertegenwoordigd door uitgiften van vóór 814.

## Steden
De inwoners van het kanaat der Chazaren waren niet alleen nomaden. Er zijn meer dan honderd nederzettingen gevonden met uitgebreide sporen van landbouw. Archeologische vondsten omvatten constructies zoals versterkte huizen, veehokken, schuurachtige constructies en andere bijgebouwen. Er werden krachtige forten gebouwd, zoals Sarkel, gebouwd van baksteen.

## Woningen
Het typische model van een woongebouw in het Majatskoje-complex is een rechthoekige semi-uitgegraven kuilwoning, verdiept tot 0,95 m, met een oppervlakte van 11,7 tot 18,3 m². De bouwconstructie is met een steunpaal of plankenblok. Er is geen gang. In het midden van het gebouw bevond zich een haard. 
Een typische woning in het Dmitrievski-complex is rechthoekig, gangloos, 0,8 m verzonken in de grond, met een oppervlakte van circa 9 m², en in het midden van de woning een open haard, voorzien van een verstevigde vloer.
Het Verchne-Saltov-complex wordt gekenmerkt door vierkante half-uitgegraven woningen, 1,4 m verzonken, met een oppervlakte van ongeveer 16 m². De structuur van de gebouwen is post-en-pilaar, de haard bevond zich in het midden of nabij de muur van de woning.
In de Donsteppe overheersen vierkante woningen (ongeveer 40%), in de bossteppe de rechthoekige (ongeveer 63%). In de steppevariant overheersen woningen verdiept tot 1,5 m, in de bos-steppevariant zijn gebouwen met een diepte van meer dan 1 m niet gebruikelijk. De gemiddelde oppervlakte van woningen in de stepperegio is ongeveer 22 m², in de bossteppe ongeveer 14 m². Haarden en kachels zijn te vinden in gebouwen van beide varianten, maar hun verhouding verschilt: in de bossteppevariant 7:1, in de steppe 4:1. Tandoors (broodovens) zijn typisch voor de steppewoningen. In de steppe werden volgens L.I. Krasilnikova 21 tandoors geïdentificeerd, in bijna elk derde gebouw. In de onderzochte nederzettingen van de bossteppe werd slechts één vermoedelijke tandoor geregistreerd (gebouw 14 van het Dmitrievskyi-complex).
Er zijn dus niet alleen gemeenschappelijke kenmerken, maar ook zichtbare verschillen in de huizenbouwtraditie van de bevolking van de steppe- en bossteppevarianten van de Saltov-Majatskojecultuur.

## Economie
Naast akkerbouw hield de bevolking zich bezig met visserij, rundveehouderij en metallurgie. Ook de productie van aardewerk werd ontwikkeld. 

## Epigrafie
De cultuur had haar eigen alfabet, wat wordt bevestigd door vondsten van runengraffiti. Deze korte inscripties zijn nog niet ontcijferd.
Pogingen om de runen van het Don-bekken te ontcijferen met behulp van Turkse of Iraanse talen leverden geen overtuigende resultaten op. De Don-inscripties zijn vergelijkbaar met inscripties uit Roemenië: met inscripties op voorwerpen van de Nagyszentmiklós-schat en met een runengroep uit het grottencomplex bij Murfatlar. Parallellen van de Don-runen met alfabetten uit de Balkan bieden ook aanleiding voor fonetische vergelijkingen. De resulterende vertalingen weerspiegelen de volkslatijnse woordenschat, die zowel op migratie uit het Donaugebied als op de culturele invloed van de voormalige provincies van Rome kan duiden.